# Merbromin
Merbromin ist ein fluoreszierender Triphenylmethan- und Xanthenfarbstoff, ähnlich dem Eosin und Fluorescein.

## Eigenschaften

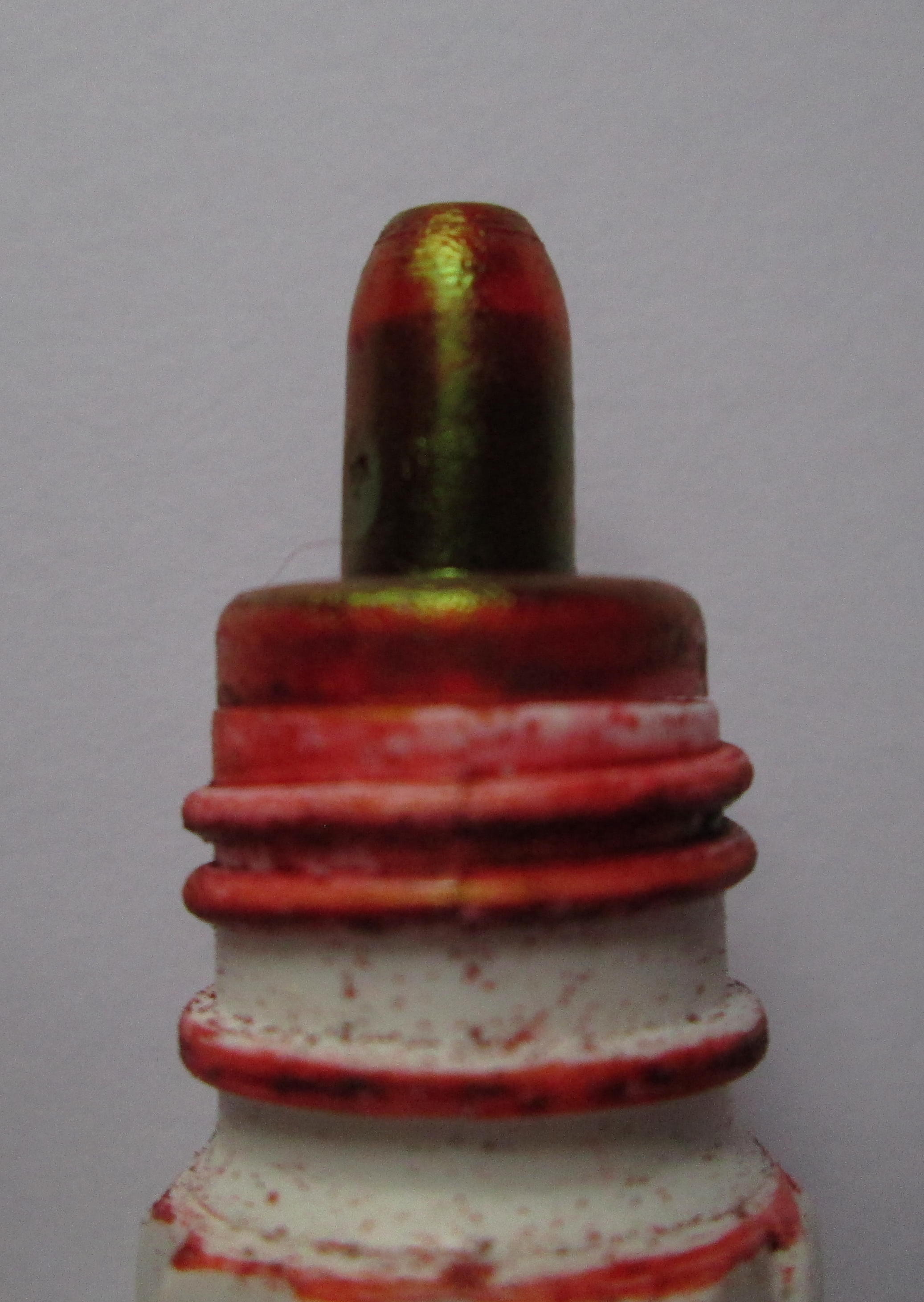
Spitze einer Mercuchromflasche. Gut zu erkennen sind die rote Eigenfarbe und die grünliche Fluoreszenz

Merbromin ist das Dinatriumsalz einer quecksilberorganischen Verbindung, bei der Dissoziation entsteht kein Quecksilberion. In wässriger Lösung erscheint Merbromin karminrot, stark verdünnt zeigt es eine gelblich-grüne Fluoreszenz. Merbromin  löst sich 1:1 in Wasser, in Aceton und Chloroform ist es praktisch unlöslich.

## Verwendung
Der quecksilber- und bromhaltige Farbstoff wurde in Deutschland bis 30. Juni 2003 in Form einer zweiprozentigen wässrigen Lösung als Antiseptikum (Handelsname Mercuchrom) vertrieben.
Das Mittel wurde insbesondere zur Behandlung von Hautverletzungen wie Schnitt- und Schürfwunden verwendet, ist aber heute wegen seines Quecksilbergehaltes umstritten (toxisch bei Resorption, Umweltbelastung) und in Deutschland als Fertigpräparat und auch als Rezeptur nicht mehr erhältlich. Der Name wird heute für eine neue Zusammensetzung auf der Basis von Povidon-Iod verwendet (Mercuchrom-Jod).
In anderen Ländern wird Merbromin weiterhin eingesetzt, beispielsweise bei der Behandlung offener Tropengeschwüre. Merbromin darf nicht zusammen mit iodhaltigen Präparaten eingesetzt werden.
Als moderne Alternative wird vielfach Octenidin vorgeschlagen.